# كأس إنترتوتو 1969
كأس إنترتوتو 1969 هو الموسم 9 من كأس إنترتوتو. فاز فيه TTS Trenčín ‏.